# آن هيتون
آن هيتون (بالإنجليزية: Anne Heaton)‏ هي كاتبة غنائية ومغنية أمريكية، ولدت في 1930.

## وصلات خارجية
- آن هيتون على موقع ميوزك برينز (الإنجليزية)